# Великий канцлер ордена Почётного легиона
Великий канцлер ордена Почётного легиона (фр. grand chancelier de l’Ordre national de la Légion d'honneur) —  согласно статье R4 Кодекса Почётного легиона и Воинской медали является вторым должностным лицом в иерархии этой организации после Великого магистра ордена (фр. grand maître de l’Ordre national de la Légion d'honneur), которым по должности является президент Франции.

## Обязанности Великого канцлера ордена
Великий канцлер осуществляет повседневное руководство работой Совета ордена и административных служб организации под руководством Великого магистра и в соответствии с его указаниями.
Великий канцлер ордена Почётного легиона (фр. grand chancelier de l’Ordre national de la Légion d'honneur) является одновременно (по должности) канцлером Национального ордена «За заслуги» (Франция) (фр. chancelier de l'Ordre national du Mérite).

## Позиция Великого канцлера Почётного легиона в табели о рангах Франции
Согласно декрету №89-655 от 13 сентября 1989 года с последующими изменениями и в версии декрета №2010-687 от 24 июня 2010 года, вступившего в силу 1 июля 2010 года,  Великий канцлер ордена Почётного легиона и канцлер ордена «За заслуги» занимает 16 позицию в государственной табели о рангах Франции.

## Действующий Великий канцлер ордена
С 1 сентября 2016 года по настоящее время —  армейский генерал Бенуа Пюга.

## Великие канцлеры ордена Почётного легиона
1. С 14 августа 1803 — Бернар де ля Виль-сюр-Иллон, граф Ласепед
2. C 6 апреля 1814 — монсеньор Доминик Дюфур, барон Прад
3. C 3 февраля 1815 — генерал-лейтенант, граф Луи Брюгге
4. C 13 марта 1815 — Бернар де ла Виль-сюр-Иллон, граф Ласепед, 2-й раз
5. C 2 июля 1815 — маршал Этьен Жак Жозеф Александр Макдональд, герцог Таренский
6. C 11 сентября 1831 — маршал Адольф Эдуард Казимир Мортье, герцог Тревис
7. C 4 февраля 1836 — маршал, граф Этьенн-Морис Жерар
8. C 17 марта 1839 — маршал Николя-Шарль Удино, герцог Реджьо
9. C 21 октября 1842 — маршал, граф Этьенн-Морис Жерар
10. C 19 марта 1848 — дивизионный генерал, барон Жак-Жерве Сюберви
11. C 23 декабря 1848 — маршал, граф Габриэль Жан Жозеф Молитор
12. C 15 августа 1849 — маршал, граф Изидор Эксельман
13. C 13 августа 1852 — дивизионный генерал, граф Филипп д' Орнано
14. C 26 марта 1853 — дивизионный генерал Анн Шарль Лебрен, герцог де Плезанс
15. C 23 июля 1859 — маршал Эмабль Жан-Жак Пелисье, герцог Малаховский
16. C 24 ноября 1860 — адмирал, барон Фердинанд Альфонс Гамелен
17. C 27 января 1864 — дивизионный генерал, граф Шарль Жозеф де Флао
18. C 6 апреля 1871 — дивизионный генерал Жозеф Винуа
19. C 28 февраля 1880 — дивизионный генерал Луи Федерб
20. C 10 октября 1889 — дивизионный генерал Виктор Феврие
21. C 5 декабря 1895 — дивизионный генерал Леопольд Даву, герцог Ауэрштедтский
22. C 23 сентября 1901 — дивизионный генерал Жорж-Огюст Флорантен
23. C 14 июня 1918 — дивизионный генерал Огюст Дюбай
24. C 7 января 1934 — дивизионный генерал Шарль Нолле
25. C 12 ноября 1940 — дивизионный генерал Шарль Брекар
26. C 25 августа 1944 — армейский генерал Поль Дассо
27. C 1 октября 1954 — армейский генерал Жорж Катру
28. C 14 января 1969 — адмирал Жорж Кабанье
29. C 15 февраля 1975 — армейский генерал Ален де Буассьё Дин де Люинье
30. C 4 июня 1981 — армейский генерал Андре Бьяр
31. C 5 июня 1992 — армейский генерал Жильбер Форре
32. C 4 июня 1998 — армейский генерал ВВС Жан-Филипп Дуэн
33. C 4 июня 2004 — армейский генерал Жан-Пьер Кельш
34. С 9 июня 2010 — армейский генерал Жан-Луи Жоржелен
35. С 1 сентября 2016 — армейский генерал Бенуа Пюга